# The War of Independence
The War of Independence (en français : La Guerre d'Indépendance) est un livre de l'historien américain Claude H. Van Tyne, publié en 1929. Van Tyne a remporté le prix Pulitzer d'Histoire pour ce livre, en 1930.
Il explique l'histoire et les causes de la Guerre d'indépendance des États-Unis. Il s'agit d'un volume de la série initiée par The Causes of the War of Independence (1922). Cet ouvrage s'attache à décrire la phase américaine, avant l'alliance avec la France, depuis la bataille de Lexington en 1775, jusqu'à la bataille de Saratoga (1777). Il présente non seulement les événements militaires, mais également « les délibérations des assemblées, les polémiques des journaux et les variations de l'esprit public » américain.

## Éditions
- The War of Independence. American Phase, Londres, Constable, 1929, 518 p.